# Juan José Estrada
Juan José Estrada Morales (ur. 1865 w Managua, zm. 1947 w Bluefields) – nikaraguański generał i polityk, który w 1909 stanął na czele rebelii przeciwko dyktaturze prezydenta Jose Santosowi Zelayi. W następnym roku obalił stronnika Zelayi – prezydenta Jose Madriza i od stycznia do maja 1911 sam sprawował ten urząd.